# Aepytus brasiliensis
Aepytus brasiliensis är en fjärilsart som beskrevs av Pierre E.L. Viette 1951. Aepytus brasiliensis ingår i släktet Aepytus och familjen rotfjärilar. Inga underarter finns listade i Catalogue of Life.